# Halil Kanačević
Halil Kanačević (in montenegrino Халил Каначевић; New York, 23 ottobre 1991) è un ex cestista statunitense naturalizzato montenegrino.

## Carriera
Nato a Staten Island ma di passaporto montenegrino, ha giocato a livello di high school nella Curtis High School di New York. Al college ha giocato dapprima nella Hofstra University, per poi passare alla Saint Joseph's University di Philadelphia. Nel 2014 è stato eletto miglior giocatore della Atlantic 10 Conference.
Terminata l'esperienza universitaria, è stato ingaggiato dalla Virtus Roma in Serie A.
Con la Nazionale Under-20 montenegrina ha disputato gli Europei 2011 di categoria, chiusi al 7º posto.

## Palmarès
- Campionato montenegrino: 1

Budućnost: 2015-16
- Coppa del Montenegro: 1

Budućnost: 2016